# Siciliano Indigeno
Siciliano Indigeno är en hästras av varmblodstyp som härstammar ifrån den italienska ön Sicilien. Rasen har avlats fram genom korsningar med ädla, orientaliska ökenhästar som det arabiska fullblodet och de nordafrikanska berberhästarna. Siciliano Indigeno är mycket gammal som ras och har avlats i många hundra år. 
Hästarna kan ha alla hela färger och har en mankhöjd på ca 150-160 cm och är kända för att de är utmärkta ridhästar som är samarbetsvilliga. Rasen är mycket ovanlig utanför Sicilien då hästarna inte får registreras som en äkta Siciliano Indigeno om de föds utanför ön, men på Sicilien finns det ca 8000 exemplar av rasen, vilket gör att den inte är hotad, utan snarare livskraftig. Hästarna används främst av beridna poliser i den sicilianska poliskåren "Carabinieri".  

## Historia
Siciliano Indigeno avlas helt uteslutet på Sicilien då rasens förening förbjudit registrering av hästar som föds utanför Sicilien. De föds främst upp i områdena Agrigento, Palermo och Siracusa. De första sicilianska hästarna var väldigt små och användes nästan enbart till transport. 
Sicialiano Indigeno har avlats i många hundra år av mindre, lokala uppfödare på ön. De utvecklades ur orientaliska och afrikanska ökenhästar som fördes genom Italien under erövringståg och framförallt under det Romerska rikets storhetstid. 
Under antikens Grekland var dessa hästar mycket populära och kända världen över vilket gjorde att många hästar exporterades utomlands. Vegetius, en romersk författare under 400-talet, skrev bland annat den första dokumentationen över de sicilianska hästarna i sitt verk "Hästavel av det femte århundradet." Han beskrev dem där som en häst med mycket vänlig attityd som var utmärkt under sadel och för cirkusen. 
Under 900-talet och 1000-talet e.Kr ändrade uppfödarna sin avelsteknik då man importerade en stor mängd hästar från bland annat Mellanöstern och norra Afrika. Man importerade hela 20 000 arabiska och afrikanska ökenhästar till Sicilien. Hästarna blev nu inte bara större utan även ädlare och snabbare. En annan viktig influens var tyska hästar som importerades 1072 efter att Sicilien invaderats av normanderna. Normanderna hade även med sig hästar av spanskt och franskt ursprung. Resultatet av korsningaran mellan de mycket lättare sicilianska hästarna och de tunga normandiska hästarna gav en medelbyggd, men robust och stark häst. Under 1300-talet fortsatte inkorsningarna med de berömda spanska hästarna vilket gjorde hästen mer nobel och uttrycksfull. 
Under slutet av 1600-talet drabbades Sicilien av ekonomiskt förfall och hela ön utarmades. Aveln av de sicilianska hästarna upphörde nästan helt och många hästar fick säljas eller slaktas. Först under 1700-talet upprättades ekonomin tack vre den spanske kungen Karl III av Spanien som även var kung över Sicilien på 1730-talet. Nu började uppfödandet av den sicilianska hästen at blomstra. Kungen startade bland annat ett kungligt stuteri i Tresanti för rasen. Även kung Ferdinand I av Bägge Sicilierna öppnade ett stuteri under sin regim kallat Haras Ficuzza. Men 1860 när Sicilien återigen tillhörde Italien så blev Ficuzzastuteriet privat och aveln av hästarna där tog mycket längre tid än bland de lokala mindre uppfödarna. 
Under mitten av 1800-talet drabbades hästarna återigen av bakslag då italienska regeringen skickade en ambassadör till Syrien för att hämta ytterligare arabiska ökenhästar som skulle användas i aveln av kavallerihästar som skulle ersätta de sicilianska hästarna. Man upprättade ett statsstuteri i Catania och den nya rasen, Purosangue Orientale, blev godkänd som egen ras och hedrades med en stambok, något som Siciliano Indigeno inte blivit. 
Under 1900-talet minskade intresset för rasen. Första och andra världskriget ledde till att många hästar togs om hand av kavalleriet och skickades ut i krig. Efter andra världskrigets slut avvecklades kavallerierna och i samband med att jordbruken mekaniserades och vägaran förbättrades så sjönk antalet sicilianska hästar drastiskt. Det ökande intresset för ridsport gjorde även att de sicilianska uppfödarna satsade på mer atletiska hästar. Det var först under början av 1990-talet som ett gäng entusiaster bestämde sig för att rädda rasen och startade rasens officiella förening ARACSI (Associazione Regionale Cavallo Siciliano Indigeno) med säte i Castel di Tusa. 
Idag är rasen livskraftig på Sicilien med ca 8000 exemplar men då de sicilianska uppfödarna och ryttarna föredrar att hålla sig med ston finns det ett underskott av bra hingstar vilket ger risk för inavel. För att ytterligare skydda rasen har man under hela 2000-talet ingått samarbeten och startat skyddsprogram mellan de officiella rasföreningarna och nationella institut på Sicilien. Den officiella föreningen för rasen är, medan GES (Gruppo Equestre Siciliano) har hand om all hästuppfödning på Sicilien. Föreningarna har bland annat satt upp strikta regler för registrering, bland annat får inte de sicilianska hästarna avlas utanför Sicilien och inga föl födda utanför ön kommer registreras. Beundrare av rasen har motsatt sig detta då rasen skulle kunna spridas om de fick avlas utomlands.

## Egenskaper och användningsområden
Siciliano Indigeno är en ädel varmblodshäst som har många gemensamma drag med andra europeiska varmblod. Utseendet kan variera något då en del hästar har tydligt arabiskt ursprung med nättare drag medan andra är kraftigare med ett mer spanskt utseende. Huvudet är torrt med rak nosprofil. Pannan har ibland en tendens att vara konvex, ett arv från de afrikanska berberhästarna. Öronen är små medan halsen är kraftig och väl musklad. Ryggen är rak och bred, men ibland lite lång och manken är inte framträdande. Pälsen ska vara fin och tillåtna färger är fux, svart och skimmel. Små tecken i pannan och på benen är tillåtna och även vanliga. Rörelserna ska vara fria och hovarna hårda och fasta. 
De sicilianska hästarna används idag främst som polishästar av de beridna poliserna i "Carabinieri", de sicilianska ridande poliserna. Det typiska andalusiska utseendet gör dock att hästarna även passar utmärkt i klassisk ridning som dressyr. Hästarna är utmärkta kavallerihästar och då de är lätthanterliga kan de passa som ridhäst för ryttare i de flesta nivåer.

## Registrering
Rasföreningen ARACSI har idag många bestämmelser och regler för registrering. Detta för att säkerställa rasens renhet och sicilianska ursprung. ARACSI är idag den enda förening som följer sina hästar regelbundet från födsel och upp till vuxen ålder innan man godkänner registrering. 
- Hästen måste vara en avkomma till minst tre generation av registrerade hästar.
- Hästen måste vara född på Sicilien.
- Fölen måste märkas vid födseln.
- Hästarna får inte skos då hovarna ska vara naturligt slitstarka.
- Årliga översyner ska ske från och med att fölet avvänjs vid ca 8-9 månaders ålder.
- Föl ska fotograferas, inspekteras och registreras efter rasstandarden. Detta upprepas var sjätte månad tills hästen når fullvuxen ålder (4-5 år) och håller hästen måttet kan den registreras och stambokföras.